# Grand Prix de Macao de Formule 3 2009
Le Grand Prix de Macao de Formule 3 2009 est la 56e édition de l'épreuve macanaise réservée aux monoplaces de Formule 3. Elle s'est déroulée du 19 au 22 novembre 2009 sur le tracé urbain de Guia.

## Engagés
| Écurie                                    | Voiture              | no | Pilotes              |
| ----------------------------------------- | -------------------- | -- | -------------------- |
| TOM'S                                     | Dallara Toyota-Tom's | 1  | Marcus Ericsson      |
| TOM'S                                     | Dallara Toyota-Tom's | 2  | Takuto Iguchi        |
| ART Grand Prix                            | Dallara Mercedes-HWA | 3  | Jules Bianchi        |
| ART Grand Prix                            | Dallara Mercedes-HWA | 4  | Valtteri Bottas      |
| ART Grand Prix                            | Dallara Mercedes-HWA | 5  | Sam Bird             |
| Carlin Motorsport                         | Dallara Volkswagen   | 6  | Daniel Ricciardo     |
| Carlin Motorsport                         | Dallara Volkswagen   | 7  | Brendon Hartley      |
| Carlin Motorsport                         | Dallara Volkswagen   | 8  | Max Chilton          |
| Carlin Motorsport                         | Dallara Volkswagen   | 9  | Henry Arundel        |
| Toda Racing                               | Dallara Honda-Toda   | 10 | Kei Cozzolino        |
| Hitech Racing                             | Dallara Volkswagen   | 11 | Mika Maki            |
| Hitech Racing                             | Dallara Volkswagen   | 12 | Wayne Boyd           |
| Signature-Plus                            | Dallara Volkswagen   | 14 | Jean-Karl Vernay     |
| Signature-Plus                            | Dallara Volkswagen   | 15 | Laurens Vanthoor     |
| Signature-Plus                            | Dallara Volkswagen   | 16 | Edoardo Mortara      |
| City of Dreams Raikkonen-Robertson Racing | Dallara Mercedes-HWA | 17 | Renger Van der Zande |
| City of Dreams Raikkonen-Robertson Racing | Dallara Mercedes-HWA | 18 | Alexander Sims       |
| Champ Motorsport                          | Dallara Mercedes-HWA | 19 | Kevin Nai Chia Chen  |
| Manor Motorsport                          | Dallara Mercedes-HWA | 20 | Michael Ho           |
| Manor Motorsport                          | Dallara Mercedes-HWA | 21 | Carlos Huertas       |
| Manor Motorsport                          | Dallara Mercedes-HWA | 22 | Roberto Merhi        |
| NOW Motor Sport                           | Dallara Toyota-Tom's | 23 | Yuji Kunimoto        |
| Le Beausset Motorsports                   | Dallara Toyota-Tom's | 24 | Koki Saga            |
| Fortec Motorsport                         | Dallara Mercedes-HWA | 25 | Víctor García        |
| Fortec Motorsport                         | Dallara Mercedes-HWA | 26 | Daniel McKenzie (en) |
| Fortec Motorsport                         | Dallara Mercedes-HWA | 27 | Jake Rosenzweig      |
| Prema Powerteam                           | Dallara Mercedes-HWA | 28 | Stefano Coletti      |
| Prema Powerteam                           | Dallara Mercedes-HWA | 29 | Daniel Zampieri      |
| Kolles & Heinz Union                      | Dallara Volkswagen   | 30 | Stef Dusseldorp      |
| Kolles & Heinz Union                      | Dallara Volkswagen   | 31 | Alexandre Imperatori |

- Les châssis sont tous identiques (Dallara F308).

## Qualification
La grille de départ a été déterminée par une course qualificative de 10 tours remportée par le Français Jean-Karl Vernay en 31 min 52 s 192.
| 1re ligne: | 1re ligne: | 1.Jean-Karl Vernay ( France)        | 2.Marcus Ericsson ( Suède)             |
| 2e ligne:  | 2e ligne:  | 3.Edoardo Mortara ( Italie)         | 4.Valtteri Bottas ( Finlande)          |
| 3e ligne:  | 3e ligne:  | 5.Laurens Vanthoor ( Belgique)      | 6.Daniel Ricciardo ( Australie)        |
| 4e ligne:  | 4e ligne:  | 7.Sam Bird ( Royaume-Uni)           | 8.Takuto Iguchi ( Japon)               |
| 5e ligne:  | 5e ligne:  | 9.Roberto Merhi ( Espagne)          | 10.Mika Mäki ( Finlande)               |
| 6e ligne:  | 6e ligne:  | 11.Renger Van der Zande ( Pays-Bas) | 12.Yuji Kunimoto ( Japon)              |
| 7e ligne:  | 7e ligne:  | 13.Alexander Sims ( Royaume-Uni)    | 14.Víctor García ( Espagne)            |
| 8e ligne:  | 8e ligne:  | 15.Max Chilton ( Royaume-Uni)       | 16.Kei Cozzolino ( Italie)             |
| 9e ligne:  | 9e ligne:  | 17.Stef Dusseldorp ( Pays-Bas)      | 18.Koki Saga ( Japon)                  |
| 10e ligne: | 10e ligne: | 19.Carlos Huertas ( Colombie)       | 20.Daniel Zampieri ( Italie)           |
| 11e ligne: | 11e ligne: | 21.Jules Bianchi ( France)          | 22.Stefano Coletti ( Monaco)           |
| 12e ligne: | 12e ligne: | 23.Alexandre Imperatori ( Suisse)   | 24.Brendon Hartley ( Nouvelle-Zélande) |
| 13e ligne: | 13e ligne: | 25.Daniel MacKenzie ( Royaume-Uni)  | 26.Michael Ho ( Macao)                 |
| 14e ligne: | 14e ligne: | 27.Wayne Boyd ( Royaume-Uni)        | 28.Henry Arundel ( Royaume-Uni)        |
| 15e ligne: | 15e ligne: | 29.Jake Rosenzweig ( États-Unis)    | 30.Kevin Nai Chia Chen ( Taïwan)       |

## Classement
| Pos. | no | Pilote               | Voiture                              | Tours | Temps/Abandon       | Gain de place |
| ---- | -- | -------------------- | ------------------------------------ | ----- | ------------------- | ------------- |
| 1    | 16 | Edoardo Mortara      | Signature-Plus                       | 15    | 53 min 07 s 769     | +2            |
| 2    | 14 | Jean-Karl Vernay     | Signature-Plus                       | 15    | + 1 s 146           | -1            |
| 3    | 5  | Sam Bird             | ART Grand Prix                       | 15    | + 10 s 982          | +4            |
| 4    | 1  | Marcus Ericsson      | Tom's                                | 15    | + 14 s 988          | -1            |
| 5    | 4  | Valtteri Bottas      | ART Grand Prix                       | 15    | + 19 s 188          | =             |
| 6    | 2  | Takuto Iguchi        | Tom's                                | 15    | + 21 s 406          | +2            |
| 7    | 17 | Renger Van der Zande | City of Dreams/Räikkönen Robertson   | 15    | + 22 s 059          | +4            |
| 8    | 11 | Mika Mäki            | Hitech Racing                        | 15    | + 29 s 005          | +2            |
| 9    | 23 | Yuji Kunimoto        | NOW Motor Sports                     | 15    | + 33 s 348          | +3            |
| 10   | 3  | Jules Bianchi        | ART Grand Prix                       | 15    | + 35 s 761          | +11           |
| 11   | 25 | Víctor García        | Fortec Motorsport                    | 15    | + 46 s 923          | +3            |
| 12   | 21 | Carlos Huertas       | Manor Motorsport                     | 15    | + 47 s 111          | +7            |
| 13   | 15 | Laurens Vanthoor     | Signature-Plus                       | 15    | + 48 s 036          | -8            |
| 14   | 24 | Koki Saga            | Le Beausset Motorsports              | 15    | + 54 s 965          | +4            |
| 15   | 30 | Stef Dusseldorp      | Kolles & Heinz Union                 | 15    | + 1 min 05 s 637    | +2            |
| 16   | 9  | Henry Arundel        | Carlin                               | 15    | + 1 min 10 s 699    | +12           |
| 17   | 22 | Roberto Merhi        | Manor Motorsport                     | 14    | Accident            | -8            |
| 18   | 18 | Alexander Sims       | City of Dreams/Räikkönen Robertson   | 14    | Accident            | -5            |
| Abd. | 10 | Kei Cozzolino        | Toda Racing                          | 10    | Accident            | -3            |
| NC   | 31 | Alexandre Imperatori | Kolles & Heinz Union                 | 3     | + 12 tours          | +3            |
| Abd. | 6  | Daniel Ricciardo     | Carlin                               | 0     | Accident            | -15           |
| Abd. | 8  | Max Chilton          | Carlin                               | 0     | Accident            | -7            |
| Abd. | 29 | Daniel Zampieri      | Prema Powerteam                      | 0     | Accident            | -3            |
| Abd. | 28 | Stefano Coletti      | Prema Powerteam                      | 0     | Accident            | -2            |
| Abd. | 7  | Brendon Hartley      | Carlin                               | 0     | Accident            | -1            |
| Abd. | 26 | Daniel McKenzie (en) | Fortec Motorsport                    | 0     | Accident            | -1            |
| Abd. | 20 | Michael Ho           | Champ Motorsport/Manor Motorsport    | 0     | Accident            | -1            |
| Abd. | 27 | Jake Rosenzweig      | Fortec Motorsport                    | 0     | Accident            | +1            |
| Np.  | 12 | Wayne Boyd           | Hitech Racing                        |       | Dommages importants |               |
| Np.  | 19 | Kevin Chen           | Champ Motorsport/Räikkönen Robertson |       | Trop lent           |               |

Légende :
- Abd. = Abandon
- Np. = Non partant
- Meilleur tour : Edoardo Mortara en 2 min 10 s 732 au 10e tour.